# 催造司
催造司（さいぞうし）とは、日本の奈良時代の聖武朝の神亀前後から天平6年（734年）頃の平城宮造宮に関係する臨時の官を指す。

## 概要
『続日本紀』の神亀元年（724年）3月に、
とあるのが初見。この時に任命されたのが誰であるのかは不明。天平2年（730年）9月に正四位下・左大弁の葛城王と従四位下・皇后宮大夫の小野牛養を、従来どほりの官職のまま、催造司の監（長官）に任命したとあり、牛養は、天平6年（734年）5月1日の造仏所作物帳にも「大夫従四位下兼催造監」とあるため、光明皇后が発願した興福寺堂塔仏像などの造宮に皇后宮大夫として責任をとったものと思われている。
天平4年（732年）2月には、催造宮長官で、知河内和泉等国事を兼任する阿倍広庭が薨去したという記事が記されている。